# Jerry Palacios
Jerry Nelson Palacios Suazo (La Ceiba, 1 november 1981) is een Hondurees voormalig voetballer die doorgaans speelde als spits. Tussen 2001 en 2019 was hij actief voor Olimpia, Motagua, opnieuw Olimpia, Vida, opnieuw Olimpia, Marathón, Hangzhou Greentown, Hunan Billows, opnieuw Marathón, Platense, Alajuelense, ATM, Real Sociedad, opnieuw Vida, Real de Minas en Belmopan Bandits. Palacios maakte in 2002 zijn debuut in het Hondurees voetbalelftal en kwam uiteindelijk tot zesentwintig interlandoptredens. Hij is de broer van mede-profvoetballers Wilson Palacios, Milton Palacios en Johnny Palacios.

## Clubcarrière
Palacios speelde in het begin van zijn carrière voor Olimpia. Op uitstapjes naar Motagua en Vida na stond hij er zeven jaar onder contract. Via Marathón kwam de aanvaller in januari 2010 bij het Chinese Hangzhou Greentown terecht. Via Hunan Billows keerde de spits weer terug naar eigen land, waar hij achtereenvolgens speelde voor Marathón en Platense. In december 2012 maakte Palacios de overstap naar het Costa Ricaanse Alajuelense. In november 2014 keerde hij terug naar Azië, waar hij voor het Maleisische ATM ging spelen. Na iets meer dan een jaar verhuisde de aanvaller toch weer naar Honduras, waar hij een contract tekende bij Real Sociedad. Bij deze club bleef Palacios een half jaar, want in de zomer van 2016 zette hij zijn handtekening onder een contract voor het seizoen 2016/17 bij Vida. Nadat hij een jaar zonder club zat, tekende Palacios in 2018 bij Real de Minas. Een halfjaar later werd Belmopan Bandits zijn nieuwe club. Een half jaar later zette hij op achtendertigjarige leeftijd een punt achter zijn actieve loopbaan.

## Interlandcarrière
Palacios debuteerde voor het Hondurees voetbalelftal op 2 maart 2002. Op die dag werd een vriendschappelijke wedstrijd tegen de Verenigde Staten met 4–0 verloren. Palacios begon op de bank en mocht in de tweede helft invallen. Tevens was hij als vervanger van de geblesseerde Julio César de León onderdeel van de Hondurese selectie op het WK 2010 in Zuid-Afrika; hij kwam op dit toernooi echter niet actie. Op 6 mei 2014 maakte bondscoach Luis Fernando Suárez bekend Palacios mee te zullen nemen naar het wereldkampioenschap in Brazilië.